# Thelypteris eggersii
Thelypteris eggersii är en kärrbräkenväxtart som först beskrevs av Georg Hans Emmo Wolfgang Hieronymus, och fick sitt nu gällande namn av Clyde Franklin Reed. Thelypteris eggersii ingår i släktet Thelypteris och familjen Thelypteridaceae. Inga underarter finns listade.